# Hans-Jürgen Dörner (Jurist)
Hans-Jürgen Dörner  (* 9. September 1944 in Celle) ist ein deutscher Jurist, ehemaliger Vizepräsident des Bundesarbeitsgerichts und Autor von Fachliteratur.

## Leben
Nach dem Abitur am Gymnasium Ernestinum in Celle (1964) studierte Dörner Rechtswissenschaften in Tübingen und Göttingen. Während des Studiums wurde er Mitglied der liberalen Tübinger Burschenschaft Derendingia.
Nach dem 2. juristischen Staatsexamen (1973) wurde er Richter in der Niedersächsischen Arbeitsgerichtsbarkeit.     
Dörner wurde am 28. Februar 1986 vom Landesarbeitsgericht Niedersachsen versetzt und zum Richter am Bundesarbeitsgericht ernannt. Seit Juli 1996 war er bis zum 30. September 2009 Vorsitzender Richter des dortigen Siebenten Senates. Sein Nachfolger in dieser Position war vom 1. Oktober 2009 bis zum 30. September 2014 Wolfgang Linsenmaier.
Dörner war seit dem 1. September 2002 bis zum 30. September 2009 Vizepräsident des Bundesarbeitsgerichts.
Seit Oktober 2009 ist er im Ruhestand.
Er ist Autor und Herausgeber zahlreicher arbeitsrechtlicher Veröffentlichungen.

## Werke
- Dörner, H.-J. et al.: Schwerbehindertengesetz (SchwbG). Gesetz zur Sicherung der Eingliederung Schwerbehinderter in Arbeit, Beruf und Gesellschaft in der Bekanntmachung der Neufassung. Kommentar und Zusammenstellung des europäischen Rechts. 1975 ff. ISBN 3-7962-0350-7
- Dörner, H.-J.: Der befristete Arbeitsvertrag: eine systematische Darstellung des Befristungsrechts. Beck, München, 2011. ISBN 978-3-406-55680-7
- Dörner, H.-J. et al.: Erfurter Kommentar zum Arbeitsrecht. Beck, München, 2011. ISBN 978-3-406-60876-6